# Aéroport d'Eugène
L'aéroport d'Eugène (code IATA : EUG • code OACI : KEUG • code FAA : EUG), aussi connu comme Mahlon Sweet Field, est un établissement public situé à 11 km au nord-ouest d'Eugène, comté de Lane, Oregon. Détenu et exploité par la Ville d'Eugène, il est le cinquième plus grand aéroport dans le nord-ouest du Pacifique. En 2015, l'aéroport d'Eugène a traité 909 121 passagers et 59 961 mouvements d'aéronefs.
L'aéroport a été nommé en l'honneur de Mahlon Sweet (1886-1947), un concessionnaire automobile d'Eugène qui était un fervent partisan de l'aviation. En 2010, une nouvelle base de sauvetage et de lutte contre l'incendie de l'usine a été construite.

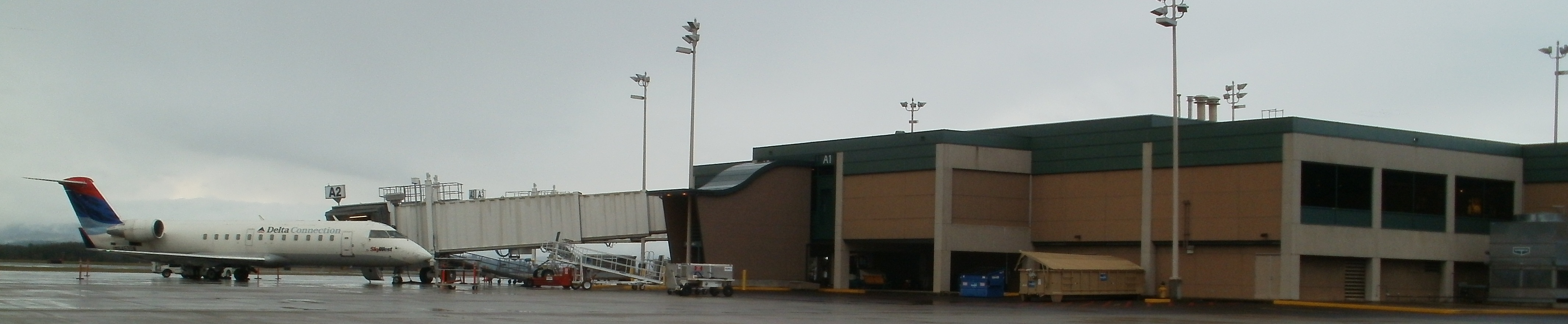
La porte A

## Situation
| \| 50 km1:9 159 000 \| Klamath Falls Medford Southwest · Oregon Eugène Portland Redmond Pendleton |
| 50 km1:9 159 000                                                                                  |

## Compagnies et destinations
| Compagnies                            | Destinations                                                     |
| ------------------------------------- | ---------------------------------------------------------------- |
| Alaska Airlines opéré par Horizon Air | Portland, San José (Californie), Seattle-Tacoma                  |
| Allegiant Air                         | Las Vegas-Harry-Reid, Los Angeles, Oakland, Phoenix-Mesa-Gateway |
| American Eagle                        | Los Angeles, Phoenix-Sky Harbor                                  |
| Delta Connection                      | Salt Lake City, Seattle-Tacoma                                   |
| United Airlines                       | Denver, San Francisco                                            |
| United Express                        | Denver , San Francisco                                           |

Édité le 24/06/2017